# Taekwondo nos Jogos Pan-Americanos de 2011 - Até 68 kg masculino
A categoria até 68 kg masculino do taekwondo nos Jogos Pan-Americanos de 2011 foi disputada em 16 de outubro no Ginásio do CODE II com 16 taekwondistas, cada um representando um país.

## Calendário
Horário local (UTC-6).
| Data          | Horário | Fase             |
| ------------- | ------- | ---------------- |
| 16 de outubro | 11:00   | Oitavas-de-final |
| 16 de outubro | 12:30   | Quartas-de-final |
| 16 de outubro | 17:00   | Semifinal        |
| 16 de outubro | 18:00   | Final            |

## Medalhistas
| Ouro   | DOM Jhohanny Jean                      |
| Prata  | CUB Ángel Mora                         |
| Bronze | USA Terrence Jennings CHI Mario Guerra |

## Resultados

### Chave
|  | Oitavas-de-final      | Oitavas-de-final      | Oitavas-de-final |  |  | Quartas-de-final      | Quartas-de-final      | Quartas-de-final  |    |                       | Semifinais            | Semifinais        | Semifinais |  |  | Final | Final | Final |
|  |                       |                       |                  |  |  |                       |                       |                   |    |                       |                       |                   |            |  |  |       |       |       |
|  | BRA Diogo Silva       | BRA Diogo Silva       | 8                |  |  |                       |                       |                   |    |                       |                       |                   |            |  |  |       |       |       |
|  | JAM Nicholos Dusard   | JAM Nicholos Dusard   | 5                |  |  | BRA Diogo Silva       | BRA Diogo Silva       | 4                 |    |                       |                       |                   |            |  |  |       |       |       |
|  | USA Terrence Jennings | USA Terrence Jennings | 13               |  |  | USA Terrence Jennings | USA Terrence Jennings | 6                 |    |                       |                       |                   |            |  |  |       |       |       |
|  | VEN Danny Miranda     | VEN Danny Miranda     | 11               |  |  |                       |                       |                   |    | USA Terrence Jennings | USA Terrence Jennings | 7                 |            |  |  |       |       |       |
|  | PUR Luis Colón        | PUR Luis Colón        | 2                |  |  |                       | DOM Jhohanny Jean     | DOM Jhohanny Jean | 9  |                       |                       |                   |            |  |  |       |       |       |
|  | GUA Federico Rosal    | GUA Federico Rosal    | 14               |  |  | GUA Federico Rosal    | GUA Federico Rosal    | 3                 |    |                       |                       |                   |            |  |  |       |       |       |
|  | DOM Jhohanny Jean     | DOM Jhohanny Jean     | 3                |  |  | DOM Jhohanny Jean     | DOM Jhohanny Jean     | 9                 |    |                       |                       |                   |            |  |  |       |       |       |
|  | MEX Erick Osornio     | MEX Erick Osornio     | 2                |  |  |                       |                       |                   |    |                       | DOM Jhohanny Jean     | DOM Jhohanny Jean | 8          |  |  |       |       |       |
|  | CAN Siddhartha Bhat   | CAN Siddhartha Bhat   |                  |  |  |                       | CUB Ángel Mora        | CUB Ángel Mora    | 7  |                       |                       |                   |            |  |  |       |       |       |
|  | BAR Ryan Leach        | BAR Ryan Leach        | DSQ              |  |  | CAN Siddhartha Bhat   | CAN Siddhartha Bhat   | 6                 |    |                       |                       |                   |            |  |  |       |       |       |
|  | CHI Mario Guerra      | CHI Mario Guerra      | 11               |  |  | CHI Mario Guerra      | CHI Mario Guerra      | 7                 |    |                       |                       |                   |            |  |  |       |       |       |
|  | ECU Sergio García     | ECU Sergio García     | 9                |  |  |                       |                       |                   |    | CHI Mario Guerra      | CHI Mario Guerra      | 6                 |            |  |  |       |       |       |
|  | CUB Ángel Mora        | CUB Ángel Mora        |                  |  |  |                       | CUB Ángel Mora        | CUB Ángel Mora    | 12 |                       |                       |                   |            |  |  |       |       |       |
|  | PAR Osvaldo Cáceres   | PAR Osvaldo Cáceres   | WDR              |  |  | CUB Ángel Mora        | CUB Ángel Mora        | 5                 |    |                       |                       |                   |            |  |  |       |       |       |
|  | ARG Leandro García    | ARG Leandro García    | 3                |  |  | PER Peter López       | PER Peter López       | 4                 |    |                       |                       |                   |            |  |  |       |       |       |
|  | PER Peter López       | PER Peter López       | 4                |  |  |                       |                       |                   |    |                       |                       |                   |            |  |  |       |       |       |